# Лі Хин Сіль
Лі Хин Сіль (кор. 이흥실, нар. 10 липня 1961) — південнокорейський футболіст, що грав на позиції півзахисника.
Виступав, зокрема, за клуб «ПОСКО Атомс», а також національну збірну Південної Кореї, у складі якої був учасником чемпіонату світу 1990 року.

## Клубна кар'єра
Народився 10 липня 1961 року. Займався футболом в Університеті Ханьян.
У дорослому футболі дебютував 1985 року виступами за команду «ПОСКО Атомс», кольори якої захищав вісім років. Більшість часу, проведеного у складі «ПОСКО Атомс», був основним гравцем команди і за цей час він тричі виграв з командою чемпіонат Південної Кореї — у 1986, 1988 та 1992 роках, зігравши загалом 182 гри і забив 48 голів.
По завершенні ігрової кар'єри працював тренером у ряді південнокорейських клубів.

## Виступи за збірну
1982 року дебютував в офіційних матчах у складі національної збірної Південної Кореї.
У 1990 році Лі Хин Сіль брав участь у чемпіонаті світу 1990 року в Італії, на якому зіграв в одному матчі. Загалом протягом кар'єри у національній команді, яка тривала 9 років, провів у її формі 6 матчів.

## Статистика виступів

### Клубна статистика
| Клуб          | Сезон   | Чемпіонат | Чемпіонат | Чемпіонат | Кубок | Кубок | Кубок   | Міжнародні | Міжнародні | Міжнародні | Всього | Всього | Всього  |
| Клуб          | Сезон   | Ігор      | Голів     | Асистів   | Ігор  | Голів | Асистів | Ігор       | Голів      | Асистів    | Ігор   | Голів  | Асистів |
| ------------- | ------- | --------- | --------- | --------- | ----- | ----- | ------- | ---------- | ---------- | ---------- | ------ | ------ | ------- |
| «ПОСКО Атомс» | 1985    | 21        | 10        | 2         | –     | –     | –       | –          | –          | –          | 21     | 10     | 2       |
| «ПОСКО Атомс» | 1986    | 17        | 5         | 0         | 11    | 1     | 3       | –          | –          | –          | 28     | 6      | 3       |
| «ПОСКО Атомс» | 1987    | 29        | 12        | 6         | –     | –     | –       | –          | –          | –          | 29     | 12     | 6       |
| «ПОСКО Атомс» | 1988    | 16        | 1         | 2         | –     | –     | –       | –          | –          | –          | 16     | 1      | 2       |
| «ПОСКО Атомс» | 1989    | 39        | 4         | 11        | –     | –     | –       | –          | –          | –          | 39     | 4      | 11      |
| «ПОСКО Атомс» | 1990    | 19        | 7         | 5         | –     | –     | –       | –          | –          | –          | 19     | 7      | 5       |
| «ПОСКО Атомс» | 1991    | 15        | 4         | 6         | –     | –     | –       | –          | –          | –          | 15     | 4      | 6       |
| «ПОСКО Атомс» | 1992    | 13        | 4         | 0         | 2     | 0     | 0       | –          | –          | –          | 15     | 4      | 0       |
| «ПОСКО Атомс» | Всього  | 169       | 47        | 32        | 13    | 1     | 3       | –          | –          | –          | 182    | 48     | 35      |
| Загалом       | Загалом | 169       | 47        | 32        | 13    | 1     | 3       | –          | –          | –          | 182    | 48     | 35      |

### Статистика виступів за збірну
| Дата       | Місто        | Господарі      | Результат | Гості          | Турнір                     | Голи | Примітки |
| ---------- | ------------ | -------------- | --------- | -------------- | -------------------------- | ---- | -------- |
| 21-11-1982 | Нью-Делі     | Південна Корея | 3 – 0     | Південний Ємен | Азійські ігри 1982         | -    | 70'      |
| 25-11-1982 | Нью-Делі     | Японія         | 2 – 1     | Південна Корея | Азійські ігри 1982         | -    | 70'      |
| 6-3-1983   | Токіо        | Японія         | 1 – 1     | Південна Корея | Щорічний матч Корея-Японія | -    |          |
| 6-6-1983   | Сувон        | Південна Корея | 4 – 0     | Таїланд        | Президентський кубок 1983  | -    |          |
| 29-7-1983  | Лос-Анджелес | Гватемала      | 1 – 1     | Південна Корея | товариський матч           | -    |          |
| 21-6-1990  | Удіне        | Південна Корея | 0 – 1     | Уругвай        | ЧС 1990 - груповий етап    | -    | 22'      |
| Усього     |              | Матчів         | 6         |                | Голів                      | 0    |          |